# Phước Trà
Phước Trà là một xã thuộc thành phố Đà Nẵng, Việt Nam.
Xã Phước Trà có diện tích 117,84 km², dân số năm 2019 là 2.010 người, mật độ dân số đạt 17 người/km².